# マット・ベネット
マット・ベネット（Matthew H. Bennett、1991年11月13日 - ）は、アメリカ合衆国の俳優、歌手である。ニコロデオンのシットコム『ビクトリアス』のロビー・シャピロ役で知られる。

## 来歴
ニューヨーク州マサペクア出身。
2009年にTotally for Teens とMichael & Michael Have Issues の2番組で小さな役を演じたのが始まりである。2010年に『The Virginity Hit』で映画デビュー。テレビドラマでは『ビクトリアス』でロビー役を得た。なお、出演が決定するまでロビーがパペット（レックス）を連れていることを知らされていなかったことが本人より語られている。『ビクトリアス』のロビー役で、2011年には『iCarly』、2014年にはスピンオフ『サム&キャット』にゲスト出演している。
2015年には映画『ぼくとアールと彼女のさよなら』に出演。また同年には、『ビクトリアス』で共演したアリアナ・グランデの「ワン・ラスト・タイム」のミュージックビデオに出演。また、歌手のポピーが発表した「Lowlife」のミュージックビデオにもカメオ出演したほか、ポピーの楽曲「Everybody Wants to Be Poppy」を元にしたウェブアニメにも声優として参加している。
2016年6月、デビューアルバム『Terminal Cases』をリリースした。2017年にはEP『Previously』をリリースしている。ベネットは俳優より音楽の方に興味があったと語っており、『ビクトリアス』のために書き下ろした楽曲をドラマ内で披露することもあった。
親日家で、きゃりーぱみゅぱみゅのファンを公言している。

## 主な出演作品

### 映画
- The Virginity Hit（2010年）
- ブライズメイズ 史上最悪のウェディングプラン（2011年）※カメオ出演
- ぼくとアールと彼女のさよなら（2015年）- スコット・メイヒュー役
- プリズン・エクスペリメント（2015年）- カイル・パーカー役

### テレビ番組
- ビクトリアス（2010 - 2013年）- ロビー・シャピロ役
- iCarly（2011年）- ロビー・シャピロ役「Victorious」のキャラクター
- サム&キャット（2014年）- ロビー・シャピロ役「Victorious」のキャラクター
- ゲームシェイカーズ (2015年）- 本人役
- シェイムレス 俺たちに恥はない（2015年）※ゲスト出演
- Everybody Wants to Be Poppy（2015年） - レックス役
- ビッグバン★セオリー/ギークなボクらの恋愛法則（2015年）※ゲスト出演
- グレイズ・アナトミー 恋の解剖学（2018年）※ゲスト出演

### ミュージックビデオ
- ワン・ラスト・タイム（2015年）
- Lowlife（2015年）
- thank u, next （2018年）